# Sincopă (lingvistică)
Acest articol este despre un termen utilizat în lingvistică. Pentru alte utilizări ale termenului, vezi Sincopă.
În lingvistică, termenul sincopă (cf. fr  syncope, la  syncopa, el  συγκοπή synkope < syn- „cu” + koptein „a tăia”), preluat din retorică, denumește o schimbare fonetică ce constă în căderea unui segment din interiorul unui cuvânt. Poate fi vorba de un sunet sau de un grup de sunete.

## În istoria limbii
Sincopa este unul din fenomenele prin care se explică forma actuală pe care o are un cuvânt față de cea a cuvântului din care provine. Acesta poate fi din limba bază a limbii considerate sau un împrumut care evoluează în limba aceasta. Iată exemple în câteva limbi.
În latina populară a avut loc, față de latina clasică, o sincopă ce a trecut în limbile romanice, ex. la  clasică calidus > la  populară caldus > ro  cald, it  caldo, fr  chaud.
În limba maghiară, o sincopă asemănătoare a apărut ca fenomen de evoluție a unor cuvinte formate pe teren propriu din cuvinte moștenite și în unele cuvinte împrumutate din slavă, în virtutea unei reguli conform căreia într-un cuvânt din cel puțin trei silabe, dacă se succed două silabe deschise, atunci cade vocala celei de-a doua dintre acestea, ex. malina > málna „zmeură”, palica > pálca „nuia”.

## În limba actuală
În funcție de limba considerată, există diverși factori care determină sincopa.
În varietatea standard a unor limbi poate fi vorba, în aspectul oral, de sincope determinate morfofonologic, adică de alternanțe fonetice între prezența și absența unor sunete în forme diferite ale aceluiași cuvânt, care sunt redate în scris.
O asemenea sincopă se întâlnește, de exemplu, în limbile din diasistemul slav de centru-sud (bosniacă, croată, muntenegreană, sârbă, prescurtat BCMS). Astfel, prin sincopa vocalei [a] se diferențiază, de pildă, forma de genitiv singular de genitivul plural al substantivelor masculine care au acest [a] și la nominativ singular, ex. sr  borac „luptător” vs. borca „(al/a/ai/ale) luptătorului” vs. boraca „(al/a/ai/ale) luptătorilor”. Un exemplu de sincopă în registrul de limbă familiar al acestor limbi este drž’te < držite „țineți”.
În maghiară de asemenea există tipul de sincopă standard din BCMS, în virtutea regulii amintite mai sus. De exemplu, bokor „tufă” + desinența de acuzativ -ot a dat mai întâi bokorot, apoi această formă a devenit bokrot. Un exemplu de cuvânt sincopat existent alături de varianta sa nesincopată în standard este lány vs. leány „fată”. Există și sincope numai nestandard, în registrul familiar (ex. montam < mondtam „am zis”, becsszó < becsületszó „cuvânt de onoare”) sau în varietate regională: tanúta vs. tanulta „a învățat” (subînțeles „ceva anume”).
În limbi în a căror ortografie predomină principiul etimologic sunt sincope în limba vorbită față de cea scrisă.
În franceză, de pildă, este supusă deseori căderii vocala [ə], prin sincopă sau prin apocopă. În varietatea standard, sincopa este uneori obligatorie, de pildă în a doua silabă a cuvântului, dacă este deschisă: acheter [aʃˈte]. În schimb în sudul Franței, un asemenea [ə] este pronunțat: Elle m’a dit qu’elle viendrait le lendemain à sept heures [ɛləmadikɛləvjɛndʁeləlandəmɛŋasɛtœʁə] „(Ea) mi-a spus că va veni a doua zi la ora șapte”. Cu cât registrul de limbă este mai puțin elevat, cu atât căderea lui [ə] este mai frecventă, ceea ce este valabil pentru nordul Franței, ex. Il est debout devant la petite fenêtre [iledbudvɑ̃laptitfnɛtʁ] „(El) stă în picioare în fața ferestruicii”.
În engleză de asemenea sunt sincope în limba vorbită față de cea scrisă. Există, de exemplu, cuvinte standard în engleza britanică deosebite prin sincopă de corespondentele lor, tot standard, din engleza americană, ex. secretary [ˈsekrɪtri] (brit.) vs. secretary [ˈsekrɪteri] (am.) „secretar(ă)”, sau prin locul sincopei în asociație cu locul accentului, ex. laboratory – [labˈorətrɪ] (brit.) vs. laboratory [ˈlabrətorɪ] (am.) „laborator”.
De asemenea, prin sincopă pot exista variante de cuvânt nestandard față de corespondentele lor standard, sau invers, lipsa sincopei în variante nestandard față de corespondentele lor standard. Varietățile nestandard în cauză pot fi regionale sau de registru de limbă. În română, bunăoară, standardul prevede forma de vocativ domnule, dar în registrul familiar se pronunță dom’le. În schimb, un cuvânt regional ca perină are varianta standard pernă, cu sincopa lui [i].
În franceză sunt cazuri asemănătoare ale vocalei [ə]. Este sincopată mai frecvent în standard față de sudul Franței, dar de asemenea mai frecvent în registrele de limbă nestandard față de standard (vezi mai sus).
Sincopa poate fi și individuală. În franceză, de exemplu, privitor la [ə], „obișnuințele variază în mare măsură în funcție de vorbitori”. Poate fi vorba și de ignorarea standardului când, de exemplu în maghiară, sincopa morfofonologică menționată mai sus se aplică unui împrumut relativ recent precum motor: motrok „motoare” (nestandard individual) vs. motorok (standard).
Sincopa este și o figură de stil din categoria figurilor de sunet, folosită în versificație, de exemplu pentru obținerea numărului necesar de silabe în versuri. Exemplu în limba maghiară:
Azzal vagdalkoznak némely / Nem t’om milyen emberek, […] literal „Se văicăresc cu aceea / Nu’ș ce fel de oameni, […] (Sándor Petőfi) – t’om, din registrul popular, în loc de tudom „(eu) știu”.

## Segmente afectate de sincopă
Cea mai frecventă este sincopa unei vocale neaccentuate, de exemplu:
ro  culca < la  collocare;
fr  dangereux [dɑ̃ʒʁø] „periculos”;
en  secretary [ˈsekrɪtri] „secretar(ă)”;
sr  bubanj „tobă” vs. bubnja „(al/a/ai/ale) tobei”, bubnjevi „tobe”;
hu  uruszág (maghiara veche) > ország (maghiara actuală) „țară”.
Mai rară este sincopa unei consoane, bunăoară în maghiară, la unele verbe neregulate: eszünk „mâncăm” vs. ehet „poate mânca” (căderea consoanei finale sz [s] a radicalului).
Poate cădea și mai mult de un sunet:
ro  domnule > dom’le (o silabă);
fr  parole „cuvânt, vorbire” < la  parabola (sunete succesive în silabe învecinate);
hu  sebességváltó „schimbător de viteză” > sebváltó (o parte de silabă + o silabă).